# Guglielmo II di Sicilia
Guglielmo II di Sicilia, detto il Buono (Palermo, dicembre 1153 – Palermo, 18 novembre 1189), discendente della famiglia degli Altavilla, fu Re di Sicilia dal 1166 fino alla sua morte; era figlio di Guglielmo I il Malo e di Margherita di Navarra. Viene ricordato come uno dei monarchi siciliani che godette di maggiore popolarità.
(Dante, Paradiso, canto XX, versi 61-66)

## Biografia

### I primi anni

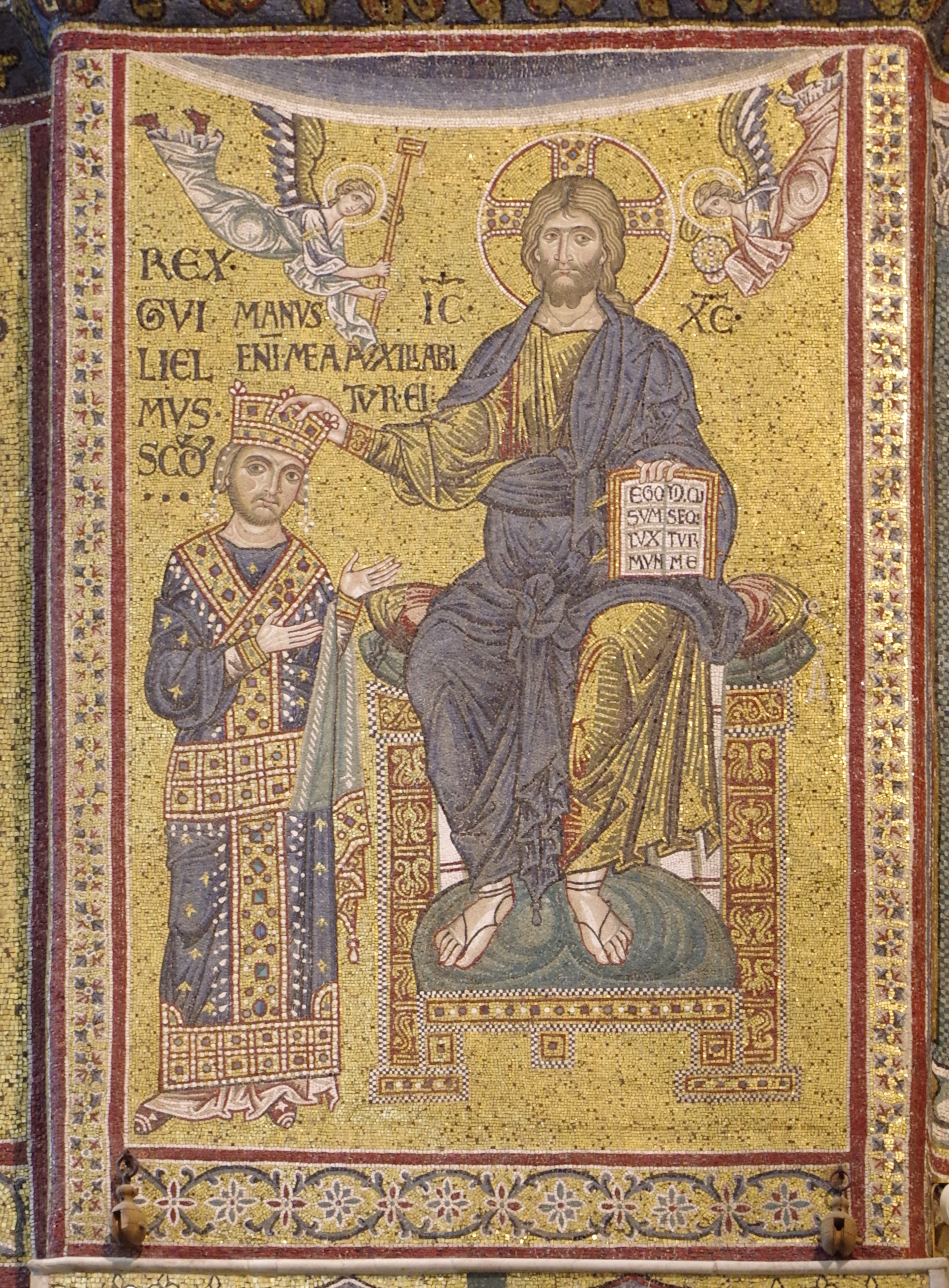
Cristo incorona re Guglielmo II, mosaico del Duomo di Monreale (XII secolo)

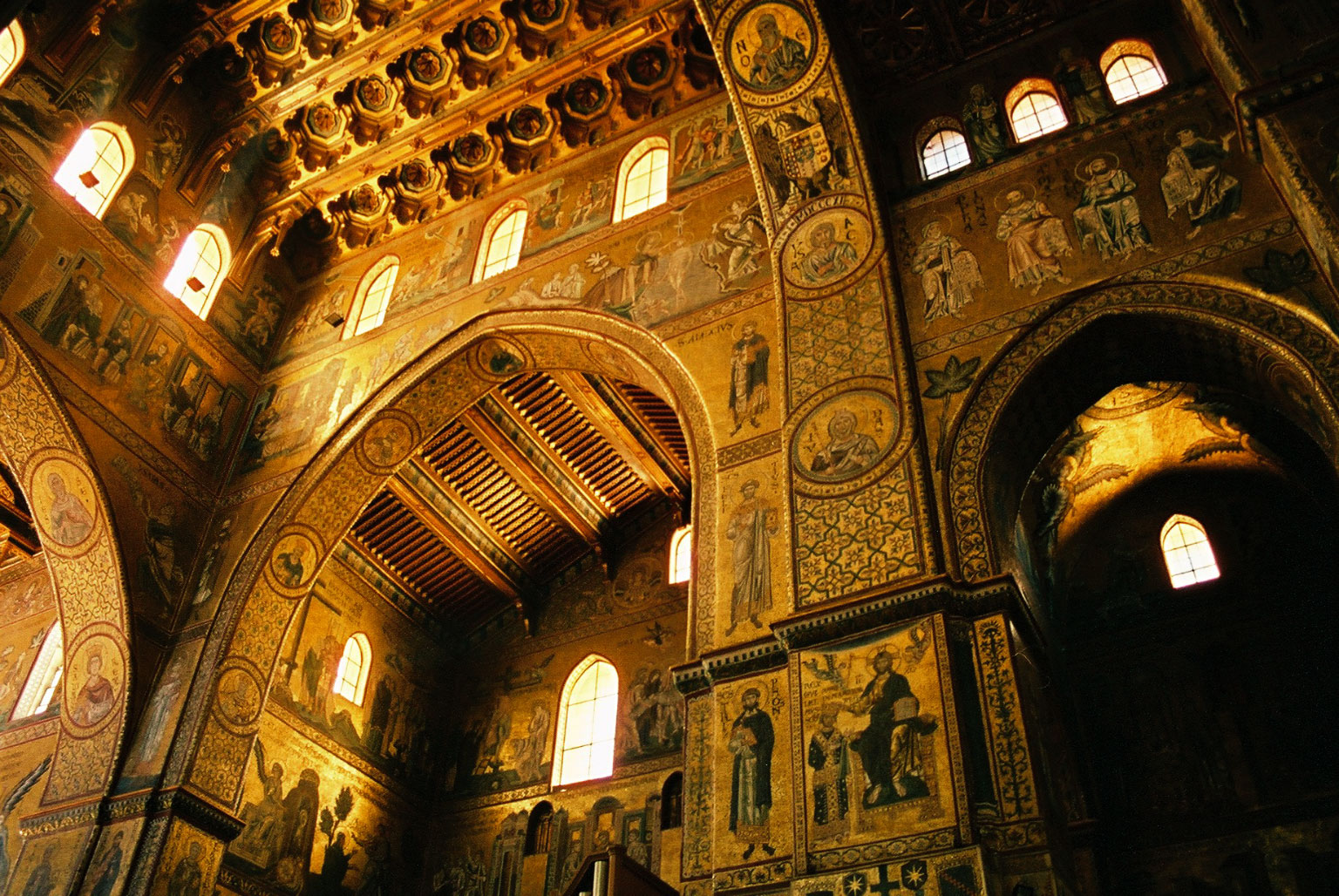
Duomo di Monreale, il più grande progetto edilizio del regno di Guglielmo, il quale è sepolto qui con i suoi genitori

Guglielmo salì al trono appena dodicenne alla morte del padre Guglielmo I di Sicilia nel maggio 1166 sotto tutela della regina madre Margherita di Navarra, coadiuvata da un consiglio di reggenza di tre familiares: il vescovo di Siracusa, Riccardo Palmer, il notaio Matteo d'Aiello e il gaito Pietro, ossia un qāʾid, o "condottiero", con autorità inferiore a quella di un Amīr. 

Il Regno di Sicilia veniva da un periodo di lotte intestine dovute a una serie di dure contrapposizioni fra i baroni, il clero e il popolo probabilmente anche accentuato dal carattere poco mite di Guglielmo I; pertanto i primi provvedimenti della reggenza furono all'impronta della conciliazione con la popolazione e la nobiltà. Vennero concessi condoni anche fiscali, furono infeudate alcune contee vacanti e furono nuovamente accolti nel Regno gli esiliati Tancredi di Lecce e Roberto di Loritello.
L'equilibrio che sembrava realizzato a corte fu messo in discussione dall'arrivo in Sicilia del francese Stefano di Perche, parente della regina, che fu nominato prima cancelliere e poi arcivescovo di Palermo (1167): nei suoi confronti si sollevarono molti nobili siciliani e a nulla valse il trasferimento della corte da Palermo a Messina, anzi si registrò nel 1168 la ribellione dei messinesi e una dura presa di posizione di Enrico di Montescaglioso, fratello della regina. Stefano di Perche lasciò la Sicilia per la Terrasanta e a Palermo si insediò un nuovo consiglio di reggenza nel quale Riccardo Palmer e Matteo d'Aiello venivano affiancati da Gentile vescovo di Agrigento, Romualdo Guarna, Giovanni vescovo di Malta, Gualtiero Offamilio, Ruggero conte di Geraci, Riccardo di Mandra, Enrico conte di Montescaglioso e il gaito Riccardo.

### Ascesa al trono
Divenuto maggiorenne, Guglielmo venne incoronato re nel dicembre 1171: esercitò il governo affidandosi al ristretto gruppo dei familiares tra i quali un ruolo importante ebbe l'arcivescovo Gualtiero.
Di Guglielmo II, rispetto al padre, i cronisti dell'epoca sottolinearono spesso, oltre alla bellezza, la correttezza nell'esercizio delle funzioni ed il rispetto per le leggi ed il popolo, l'istruzione e la mitezza d'indole tutte qualità che gli valsero l'appellativo di Buono. Il re inoltre, riuscì a godere di un periodo di relativa stabilità e riappacificazione nelle relazioni fra le diverse fazioni.
Nel 1174 Guglielmo inviò una flotta, guidata da Tancredi conte di Lecce, in aiuto di Amalrico, re cristiano di Gerusalemme, con un'azione dimostrativa contro Alessandria d'Egitto. Negli anni successivi la flotta siciliana effettuò numerose scorrerie sulle coste egizie, senza una particolare strategia di conquista, che valsero l'appellativo di Arcipirata al nuovo amiratus Margarito da Brindisi.
Fallito il progetto di matrimonio di Guglielmo con la principessa bizantina, Maria, figlia dell'imperatore Manuele I Comneno, papa Alessandro III si oppose nel 1173 al matrimonio tra il re siciliano e Sofia, figlia di Federico I Barbarossa. Nel 1176 fu inviato Alfano di Camerota, arcivescovo di Capua, a negoziare il matrimonio con la figlia di Enrico II d'Inghilterra, per instaurare un'alleanza fra gli Altavilla e i Plantageneti, entrambi di origine normanna. La missione fu svolta con successo e la principessa fu condotta nella capitale siciliana. A Palermo il 13 febbraio 1177 Guglielmo sposò Giovanna Plantageneto (1165-1199), sorella di Riccardo Cuor di Leone.
Alla pace di Venezia del maggio 1177 Guglielmo si fece rappresentare da Romualdo Guarna, che con abile oratoria riuscì a dimostrare l'importante ruolo internazionale di re Guglielmo, difensore delle prerogative pontificie e protettore dei cristiani dalle minacce musulmane.

### Il governo del regno
Dopo la morte di Manuele I Comneno (1180), l'erede designato Alessio II venne assassinato e il trono usurpato dallo zio Andronico I Comneno. Guglielmo colse l'occasione dell'arrivo alla corte di Palermo di un individuo che pretendeva di essere Alessio II, per attaccare Bisanzio. La spedizione, sotto il comando di Tancredi, sbarcò a Durazzo nel giugno del 1185 e giunse a Tessalonica che fu presa nella notte tra il 23 e il 24 agosto; anche Bisanzio sembrava a portata di mano, quando Isacco II Angelo prese il posto dell'usurpatore incapace Andronico e l'esercito bizantino si riorganizzò contro l'attacco siciliano. Alla fine dell'estate la grande flotta siciliana dovette fare rientro in Sicilia.

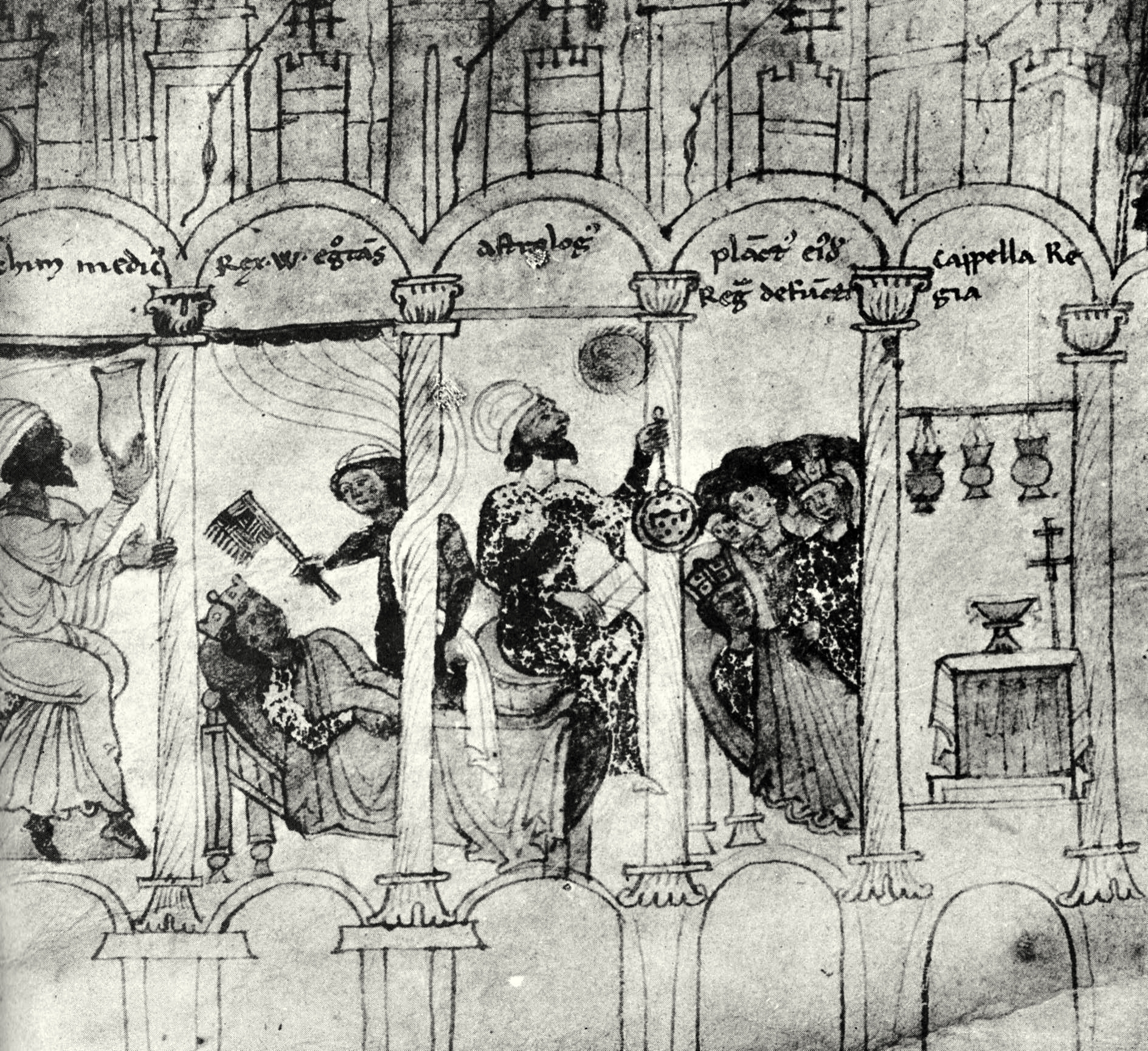
Morte di Guglielmo II, dal Liber ad honorem Augusti

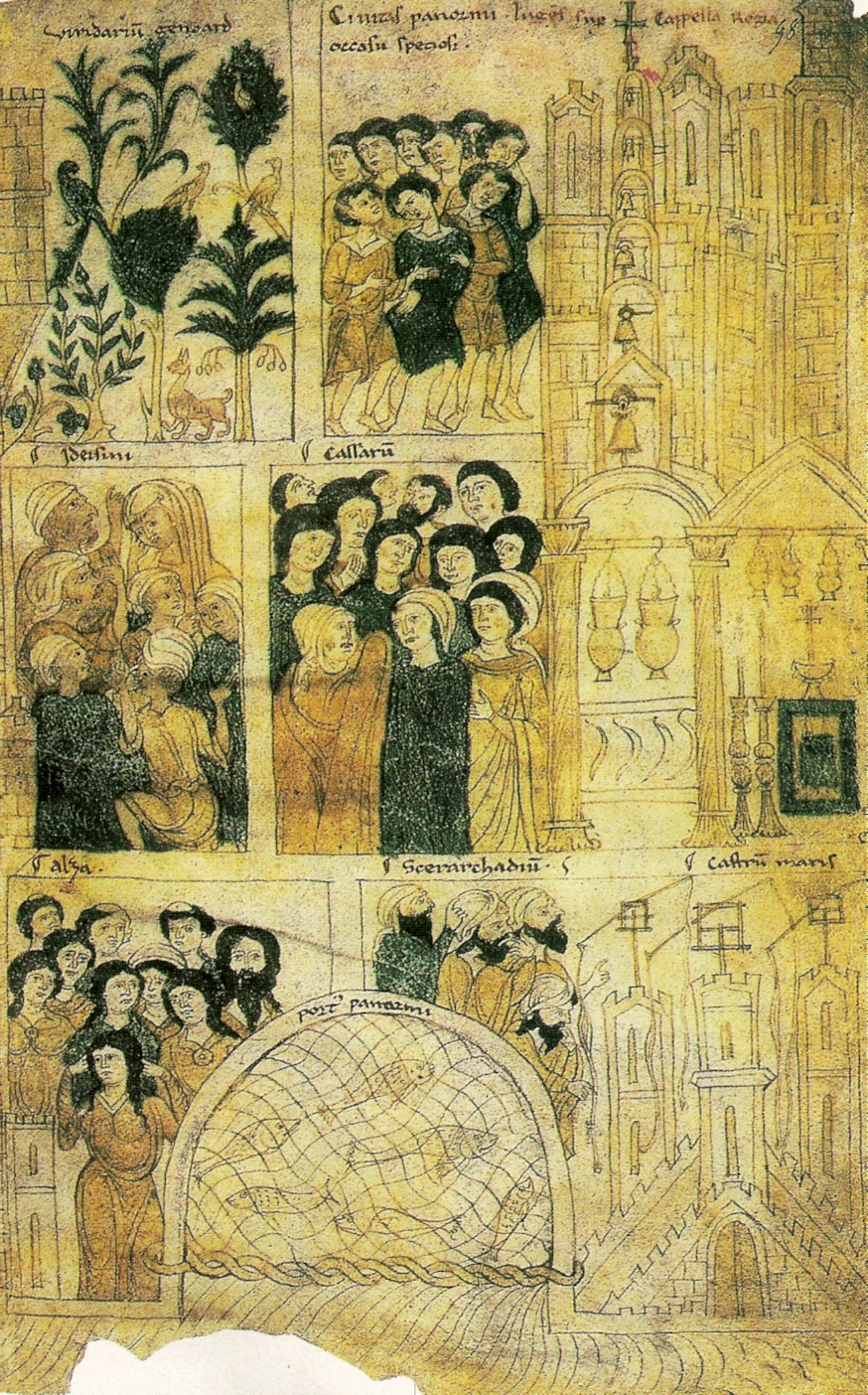
Palermo piange la morte di Guglielmo II, dal Liber ad honorem Augusti

Nel frattempo Guglielmo avviava con l'imperatore Federico I trattative segrete volte all'unione matrimoniale tra la già trentenne zia Costanza, sorella di Guglielmo I, suo padre, e il figlio ed erede dell'imperatore, il quasi ventenne Enrico VI. L'annuncio ufficiale del fidanzamento di Enrico con Costanza venne dato il 29 ottobre 1184 ad Augusta, mentre il matrimonio venne celebrato a Milano il 27 gennaio 1186. Secondo resoconti successivi, già nell'estate del 1185 Guglielmo avrebbe riunito una Curia solenne a Troia (presenti anche Tancredi di Lecce, Ruggero di Andria e il vicecancelliere Matteo d'Aiello) nella quale avrebbe chiesto ai suoi vassalli di giurare fedeltà a Costanza come sua legittima erede; ma su questo evento le fonti non sono del tutto concordi.
Nella primavera 1186 Guglielmo inviò la flotta siciliana guidata da Margarito a Cipro, dove il governatore Isacco Comneno di Cipro si era ribellato a Bisanzio; con azione spregiudicata Margarito catturò 70 triremi dell'imperatore bizantino Isacco II Angelo, procurando la maggiore perdita navale dell'impero d'Oriente con la deportazione in Sicilia dei generali bizantini: in seguito a ciò Guglielmo nominò Margarito conte di Zante, Cefalonia e Itaca. Avendo Saladino nell'ottobre 1187 riconquistato Gerusalemme nella primavera successiva, Guglielmo II inviò la flotta siciliana in Terrasanta: Margarito, con 60 navi e 200 cavalieri, pattugliò la costa della Palestina impedendo costantemente a Saladino di occupare altri porti crociati; infine, nel luglio 1188 sbarcò a Tripoli, allontanando momentaneamente i musulmani dalla costa.
La morte colse Guglielmo a Palermo il 18 novembre 1189, ad appena 36 anni; venne sepolto ai piedi dell'altare maggiore del Duomo di Monreale, così che chi officiava la Messa doveva inginocchiarsi sulla tomba di Guglielmo. Il cardinale Torres nel 1500 riesumò il cadavere del re e fece costruire per lui un sepolcro rinascimentale, accanto a quello del padre suo Guglielmo I.

### Discendenza e avvento della dinastia sveva
Nonostante la giovane età di Guglielmo e della moglie Giovanna, dalla loro unione non nacque alcuna discendenza, anche a causa della morte prematura di Guglielmo. È infatti inattendibile la notizia di Roberto di Torigny sulla nascita nel 1182 di un figlio, Boemondo, che sarebbe premorto al padre. Riccardo di San Germano imputa la mancata capacità di procreazione alla sterilità di Giovanna, interpretata quasi come una punizione divina ("Ma Colui, per il quale i Re regnano e i Principi dominano e che glorioso lo aveva fatto fra tutti i re della terra, in questo nondimeno lo rese inglorioso, ché lo castigò negandogli di avere alcuna prole; alla sua consorte infatti chiuse il seno onde un figliuolo non partorisse né concepisse"). In realtà, avendo poi la vedova Giovanna avuto due figli dal secondo marito Raimondo VI di Tolosa, si può concludere che, nell'assenza di incompatibilità genetiche per vincoli parentali tra i due, fosse Guglielmo ad essere sterile.
L'eventualità di una mancata discendenza era peraltro espressamente prevista nel contratto matrimoniale per le nozze di Enrico VI Hohenstaufen e Costanza d'Altavilla, ultima figlia di Ruggero II e zia di Guglielmo, a cui sarebbe toccato, nell'eventualità, il Regno di Sicilia. Era un'eventualità difficilmente ipotizzabile, vista la giovane età di Guglielmo e Giovanna, e l'età matura di Costanza: la sua inaspettata realizzazione aprì la strada del trono di Sicilia a Enrico VI e, dopo di lui, al figlio Federico II di Svevia.

## L'eredità politica, artistica e culturale
(Ryccardus de Sancto Germano, Chronica)

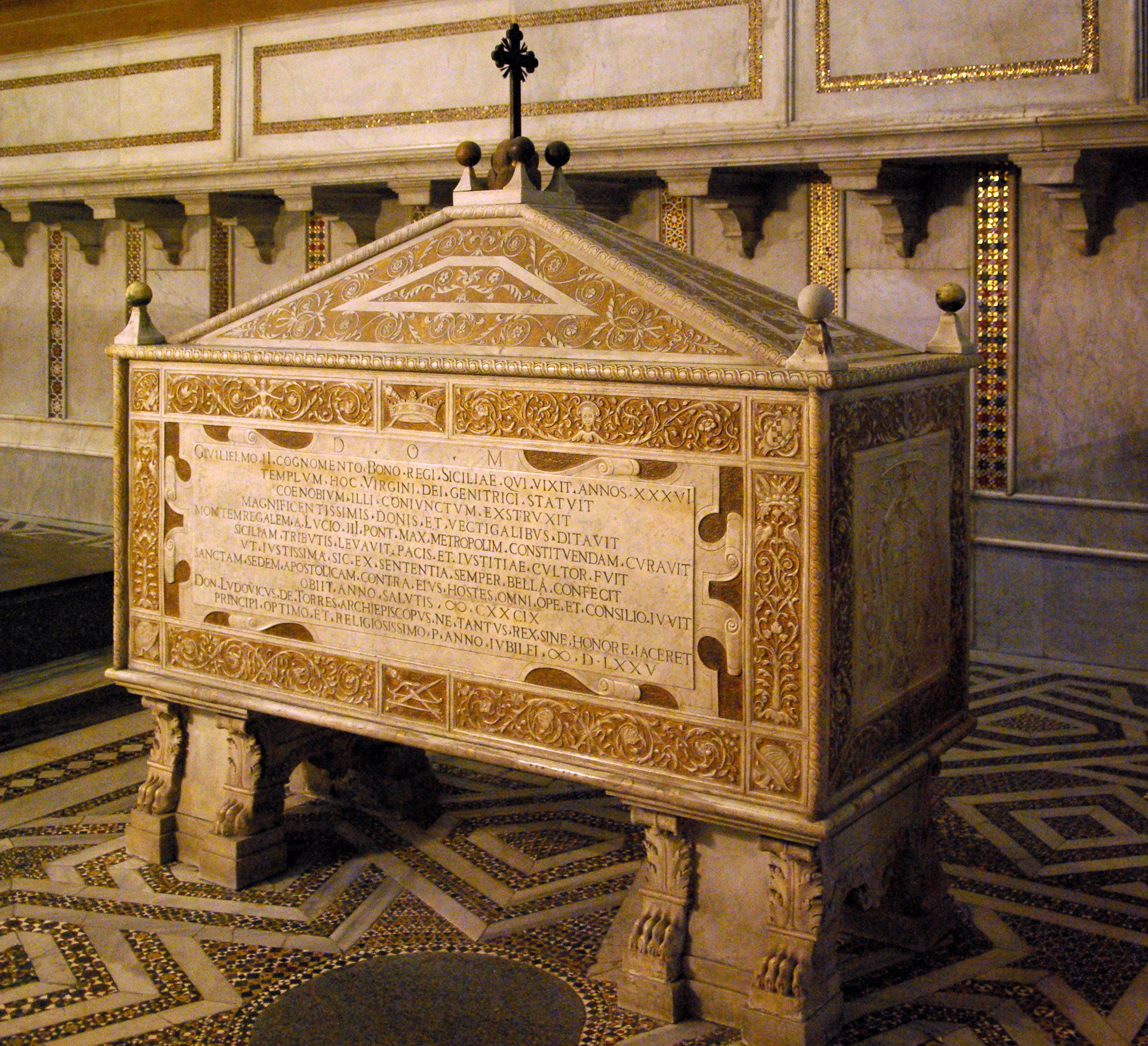
Duomo di Monreale, sarcofago rinascimentale di Guglielmo II

Il regno di Guglielmo fu particolarmente proficuo per le arti in Sicilia. Fra le opere avviate da Guglielmo merita una citazione il Duomo di Monreale, realizzato a cominciare dal 1174 con il beneplacito di papa Lucio III, e l'Abbazia di Santa Maria di Maniace, (chiamata successivamente Ducea Maniace o Castello Maniaci di Bronte) fortemente voluta dalla regina madre Margherita, per onorare il valorissimo comandante bizantino Giorgio Maniace, principe e Vicario dell'Imperatore di Costantinopoli, i cui discendenti si imparentarono con la casa reale d'Altavilla. Anche la splendida costruzione della Zisa, avviata dal predecessore Guglielmo I, fu completata sotto il suo regno. Notevoli interventi edilizi ebbe anche il Duomo di Palermo.
L'atmosfera nel suo regno non era turbata da odio interreligioso; afferma Michele Amari: «E pur l'universale della popolazione non aborriva per anco i Musulmani ...; la voce del muezzin non facea ribrezzo nelle grandi città ... onde gli eunuchi, gaiti o paggi che dir si vogliano, esercitavano gli ufficii di corte sotto quel velo sottilissimo d'ipocrisia che li facea apparire cristiani...; Guglielmo accogliea con onore i Musulmani stranieri, medici e astrologhi e largìa denaro a' poeti ...; i Musulmani soggiornavano in alcuni sobborghi senza compagnia di Cristiani; un qâdî amministrava la loro giustizia; frequentavan essi le moschee e ciascuna era anco scuola: fiorivano i loro mercati...».
La sua inusitata tolleranza verso i suoi sudditi musulmani (che tanto scandalizzava i cristiani benpensanti ed esasperava il Papa) viene attestata anche dal noto viaggiatore Ibn Jubayr che, nella sua Riḥla (Viaggio), ricorda come nel terremoto del 1169, egli s'aggirasse nella reggia affermando ai suoi diversi servitori: «Che ciascuno preghi il Dio ch'egli adora! Chi avrà fede nel suo Dio, sentirà la pace in cuore».

## Ascendenza
|                                    |                          |                             | Genitori                  |  |  | Nonni |  |  | Bisnonni             |  |  | Trisnonni            |  |
|                                    |                          |                             |                           |  |  |       |  |  | Ruggero I di Sicilia |  |  | Tancredi d'Altavilla |  |
|                                    |                          |                             |                           |  |  |       |  |  | Ruggero I di Sicilia |  |  | Tancredi d'Altavilla |  |
|                                    |                          | Fresenda                    |                           |  |  |       |  |  | Ruggero I di Sicilia |  |  |                      |  |
| Ruggero II di Sicilia              |                          |                             |                           |  |  |       |  |  | Ruggero I di Sicilia |  |  |                      |  |
|                                    |                          | Adelasia del Vasto          | Manfredo Incisa del Vasto |  |  |       |  |  |                      |  |  |                      |  |
|                                    |                          | Adelasia del Vasto          | Manfredo Incisa del Vasto |  |  |       |  |  |                      |  |  |                      |  |
|                                    |                          | Adelasia del Vasto          | …                         |  |  |       |  |  |                      |  |  |                      |  |
| Guglielmo I di Sicilia             |                          | Adelasia del Vasto          |                           |  |  |       |  |  |                      |  |  |                      |  |
|                                    |                          | Alfonso VI di León          | Ferdinando I di León      |  |  |       |  |  |                      |  |  |                      |  |
|                                    |                          | Alfonso VI di León          | Ferdinando I di León      |  |  |       |  |  |                      |  |  |                      |  |
|                                    |                          | Alfonso VI di León          | Sancha I di León          |  |  |       |  |  |                      |  |  |                      |  |
| Elvira di Castiglia                |                          | Alfonso VI di León          |                           |  |  |       |  |  |                      |  |  |                      |  |
|                                    |                          | Isabella di Siviglia        | Ahmed I di Denia          |  |  |       |  |  |                      |  |  |                      |  |
|                                    |                          | Isabella di Siviglia        | Ahmed I di Denia          |  |  |       |  |  |                      |  |  |                      |  |
|                                    |                          | Isabella di Siviglia        | …                         |  |  |       |  |  |                      |  |  |                      |  |
| Guglielmo II di Sicilia            |                          | Isabella di Siviglia        |                           |  |  |       |  |  |                      |  |  |                      |  |
|                                    | Ramiro Sánchez di Monzón | Sancho Garcés di Navarra    |                           |  |  |       |  |  |                      |  |  |                      |  |
|                                    | Ramiro Sánchez di Monzón | Sancho Garcés di Navarra    |                           |  |  |       |  |  |                      |  |  |                      |  |
|                                    | Ramiro Sánchez di Monzón | Costanza Sánchez di Marañon |                           |  |  |       |  |  |                      |  |  |                      |  |
| García IV Ramírez di Navarra       | Ramiro Sánchez di Monzón |                             |                           |  |  |       |  |  |                      |  |  |                      |  |
|                                    |                          | Cristina Díaz di Bivar      | Rodrigo Día de Bivar      |  |  |       |  |  |                      |  |  |                      |  |
|                                    |                          | Cristina Díaz di Bivar      | Rodrigo Día de Bivar      |  |  |       |  |  |                      |  |  |                      |  |
|                                    |                          | Cristina Díaz di Bivar      | Jimena Díaz               |  |  |       |  |  |                      |  |  |                      |  |
| Margherita di Navarra e di Sicilia |                          | Cristina Díaz di Bivar      |                           |  |  |       |  |  |                      |  |  |                      |  |
|                                    |                          | Gibert de l'Aigle           | Richer de l'Aigle         |  |  |       |  |  |                      |  |  |                      |  |
|                                    |                          | Gibert de l'Aigle           | Richer de l'Aigle         |  |  |       |  |  |                      |  |  |                      |  |
|                                    |                          | Gibert de l'Aigle           | Judith d'Avranches        |  |  |       |  |  |                      |  |  |                      |  |
| Margherita de l'Aigle              |                          | Gibert de l'Aigle           |                           |  |  |       |  |  |                      |  |  |                      |  |
|                                    |                          | Juliette du Perche          | Geoffroy II du Perche     |  |  |       |  |  |                      |  |  |                      |  |
|                                    |                          | Juliette du Perche          | Geoffroy II du Perche     |  |  |       |  |  |                      |  |  |                      |  |
|                                    |                          | Juliette du Perche          | Beatrice di Montdidier    |  |  |       |  |  |                      |  |  |                      |  |
|                                    |                          | Juliette du Perche          |                           |  |  |       |  |  |                      |  |  |                      |  |